# 폭권: POKKÉN TOURNAMENT
《POKKÉN TOURNAMENT》(폭권 토너먼트, 폭권, 폭켄)는 포켓몬 컴퍼니와 반다이남코 게임즈에서 협력하여 만든 포켓몬 배틀 액션 게임이다. 2015년에 일본에서 아케이드로 가동될 예정이다.
포켓몬스터 시리즈와 반다이남코 게임즈의 철권의 콜라보레이션 게임이다. 포켓몬만 등장하며 철권의 캐릭터는 등장하지 않는다. 또한 철권의 상중하 가드도 사라지는등 기존의 철권 시리즈와는 많은 부분에서 차이점이 존재한다.
2013년 8월에 열린 포켓몬 게임쇼에서 짧은 티저 영상이 공개되었고 이후 2014년 8월 27일 니코니코동화에서 포켓몬 컴퍼니의 사장 이시하라 츠네카즈에 의해 정식으로 공개되었다.
2017년 6월 6일 포켓몬 다이렉트를 통해 닌텐도 스위치로 플레이 할 수 있는 DX 버전이 공개되었다. 출시일은 2017년 9월 22일.
무대지방은 페럼지방이며 이 곳에서 유행하고 있는 페럼배틀에서 포켓몬 배틀을 하면 랭크를 올릴 수 있다.